# Ист-Медоу (Нью-Йорк)
Ист-Медоу (англ. East Meadow) — деревня, входящая в город Хемпстед Нью-Йоркской агломерации, и статистически обособленная местность в округе Нассо (Лонг-Айленд), штат Нью-Йорк, Соединённые Штаты Америки. Её название происходит от луговых равнин Хемпстеда.

## История
В 1755 году два землемера Хемпстед-Тауна сообщили, что "Восточный луг " пригоден для выпаса скота. Область быстро стала пастбищем для крупного рогатого скота, а позже, в 18 веке, для овец. Овцы Ист-Медоу, в штате Нью-Йорк, обеспечили страну более чем 50% потребностей в шерсти Соединённых Штатов за это время.
Во время американской войны за независимость Ист-Медоу был оккупирован британскими войсками, и оставался под их контролем до конца войны. На территории современного Ист-Медоу существовали две большие фермы: Ферма Барнума (Barnum Woods) и ферма Карманов (Carman). Ходят слухи, что президент Джордж Вашингтон провел ночь в поместье Барнума во время поездки по Лонг-Айленду в 1790 году.
Ещё одно раннее поселение располагалось вблизи того, что сейчас является пересечением Ист-Медоу-Авеню (ранее называвшейся Ньюбридж-Авеню; не путать с близлежащей Ньюбридж-Роуд) и Проспект-авеню.
Община была домом для многих поместий золотой эры. На месте старой усадьбы Хеффнеров теперь Мемориальный парк Ветеранов и Почта Ист-Медоу. Поместье Барнумов было арендовано семьёй Хеффнер в 1914 году. Часть старой фермы Барнума теперь находится на месте начальной школы Барнума Вудса, а главная дорога, которая проходит мимо школы, Меррик-Авеню, первоначально называлась Барнум-Авеню. Поместье Оливера и альвы Белмонтов (ранее Альва Вандербильт) в Брукхолте когда-то занимало несколько сотен акров по обе стороны Фронт-стрит к западу от Меррик-Авеню.
Кармен-авеню  место, где расположены средняя школа Ист-Медоу, исправительного учреждения округа Нассо и медицинский центр Университета Нассо, самое высокое здание в округе Нассо.
11 марта 2004 года президент Джордж У. Буш посетил Ист-Медоу в связи с открытием нового мемориала жертвам нападений 11 сентября 2001 года.

## География
Ист-Медоу расположен в городе Хемпстед  округа Нассо на Лонг-Айленде в штате Нью-Йорк США. Он расположен на 40°42′49″ с. ш. 73°33′21″ з. д.  
По данным Бюро переписи населения США, общая площадь составляет 6,3 квадратных мили (16 км2), из которых 6,3 квадратных мили (16 км2) - это земля и 6,3% - вода.
Ист-Медоу - равнина, а высота колеблется от 32 футов (9,8 м) недалеко от её юго-западного края, до 82 футов (25 м), вдоль магистрали Хемпстеда на север. 
В Ист-Медоу и Хемпстедской равнине почти не осталось настоящих лугов из-за бума развития после Второй Мировой Войны и последующего бесконтрольного разрастания пригородов.

## Демография
По данным переписи населения 2010 года на территории Ист-Медоу проживало 38 132 человека, составляющих 12 062 домохозяйств. (759.6/км2).
Расовый состав населения: 5,2% афроамериканцев, 0,1% коренных американцев, 11,6% азиатов, 0,04% жителей тихоокеанских островов, 1,0% представителей других рас, 1,9% - двух или более рас, 12,2% латиноамериканцев. Не испаноязычные белые составляли 69,8% населения.[3] предками жителей Ист-Медоу являются итальянцы (28,5%), ирландцы (17,5%), немцы (11,8%), поляки (8,8%), русские (5,8%).
Из 12 186 домашних хозяйств в 35,8% - воспитывали детей в возрасте до 18 лет, 67,2% представляли собой совместно проживающие супружеские пары, в 9,0% семей женщины проживали без супругов, 20,8% не имели семей. 17,9% домохозяйств состояли из одного человека, при том 11,6% из-одиноких пожилых людей старше 65 лет. Средний размер домохозяйства -2,94, а семьи-3,34 человека.
Численность населения территории Ист-Медоу составляла 23,4% в возрасте до 18 лет, 7,7% в возрасте от 18 до 24 лет, 30,1% в возрасте от 25 до 44 лет, 22,6% в возрасте от 45 до 64 лет и 16,3% в возрасте 65 лет и старше. Средний возраст жителей составил 39 лет. На каждые 100 женщин приходится 98,6 мужчин. На каждые 100 женщин старше 18 лет приходится 96,5 мужчин. 
Средний доход  домохозяйства Ист-Медоу составил $ 67,185, а средний доход на семью - $74,691 (эти цифры выросли до $86,582 и $97,057 соответственно по оценке 2007 года. Мужчины имели средний доход $ 50,325 против $35,422 у женщин. Доход на душу населения для CDP составлял $27,076. За чертой бедности находились 2,3% семей и 1,8% всего населения тауншипа, из которых 4,1% младше 18 и 4,2% старше 65 лет.